# Primarias del Partido Republicano de 2012 en Virginia Occidental
Las Primarias del Partido Republicano de 2012 en Virginia Occidental se hicieron el 8 de mayo de 2012. Las Primarias del Partido Republicano fueron unas primarias, con 31 delegados para elegir al candidato del partido Republicano para las elecciones presidenciales de Estados Unidos de 2012.  En el estado de Virginia Occidental estaban en disputa 31 delegados.

## Elecciones

### Resultados
| Asambleas Republicanas de Virginia Occidental de 2012 | Asambleas Republicanas de Virginia Occidental de 2012 | Asambleas Republicanas de Virginia Occidental de 2012 | Asambleas Republicanas de Virginia Occidental de 2012 |
| Candidato                                             | Votos                                                 | Porcentaje                                            | Delegados                                             |
| ----------------------------------------------------- | ----------------------------------------------------- | ----------------------------------------------------- | ----------------------------------------------------- |
| Mitt Romney                                           | 78,197                                                | 69.56%                                                | 24                                                    |
| Ron Paul                                              | 12,412                                                | 11.04%                                                | 0                                                     |
| Rick Santorum (retirado)                              | 13,590                                                | 12.09%                                                | 2                                                     |
| Newt Gingrich (retirado)                              | 7,076                                                 | 6.29%                                                 | 0                                                     |
| Delegados no proyectados:                             | Delegados no proyectados:                             | Delegados no proyectados:                             | 5                                                     |
| Total:                                                | 112,416                                               | 100%                                                  | 31                                                    |